# Takuya Nozawa
Takuya Nozawa (野沢 拓也 Nozawa Takuya?, 12 de agosto de 1981, Ibaraki) es un exfutbolista japonés.

## Trayectoria

### Clubes
| Club                 | País      | Año         |
| -------------------- | --------- | ----------- |
| Kashima Antlers      | Japón     | 1999 - 2011 |
| CFZ                  | Brasil    | 1999        |
| Vissel Kobe          | Japón     | 2012        |
| Kashima Antlers      | Japón     | 2013 - 2014 |
| Vegalta Sendai       | Japón     | 2014 - 2017 |
| Wollongong Wolves FC | Australia | 2018        |

## Estadística de carrera

### J. League
| Club            | Año   | J. League | J. League | Copa J. League | Copa J. League | Total | Total |
| Club            | Año   | Part.     | Goles     | Part.          | Goles          | Part. | Goles |
| --------------- | ----- | --------- | --------- | -------------- | -------------- | ----- | ----- |
| Kashima Antlers | 1999  | 1         | 0         | 0              | 0              | 1     | 0     |
| Kashima Antlers | 2000  | 0         | 0         | 1              | 0              | 1     | 0     |
| Kashima Antlers | 2001  | 5         | 0         | 0              | 0              | 5     | 0     |
| Kashima Antlers | 2002  | 13        | 0         | 6              | 2              | 19    | 2     |
| Kashima Antlers | 2003  | 5         | 0         | 1              | 0              | 6     | 0     |
| Kashima Antlers | 2004  | 16        | 2         | 7              | 3              | 23    | 5     |
| Kashima Antlers | 2005  | 28        | 10        | 2              | 0              | 30    | 10    |
| Kashima Antlers | 2006  | 29        | 9         | 11             | 1              | 40    | 10    |
| Kashima Antlers | 2007  | 29        | 5         | 6              | 1              | 35    | 6     |
| Kashima Antlers | 2008  | 27        | 3         | 2              | 0              | 29    | 3     |
| Kashima Antlers | 2009  | 33        | 7         | 2              | 0              | 35    | 7     |
| Kashima Antlers | 2010  | 34        | 8         | 2              | 0              | 36    | 8     |
| Kashima Antlers | 2011  | 34        | 6         | 3              | 0              | 37    | 6     |
| Vissel Kobe     | 2012  | 33        | 5         | 4              | 0              | 37    | 5     |
| Kashima Antlers | 2013  | 23        | 4         | 8              | 0              | 31    | 4     |
| Kashima Antlers | 2014  | 8         | 1         | 4              | 1              | 12    | 2     |
| Vegalta Sendai  | 2014  | 16        | 2         | 0              | 0              | 16    | 2     |
| Vegalta Sendai  | 2015  | 29        | 4         | 3              | 0              | 32    | 4     |
| Vegalta Sendai  | 2016  | 18        | 3         | 4              | 0              | 22    | 3     |
| Vegalta Sendai  | 2017  | 3         | 1         | 8              | 0              | 11    | 1     |
| Total           | Total | 384       | 70        | 74             | 8              | 458   | 78    |

## Palmarés

### Títulos nacionales
| Título             | Club            | País  | Año  |
| ------------------ | --------------- | ----- | ---- |
| Copa J. League     | Kashima Antlers | Japón | 2000 |
| J1 League          | Kashima Antlers | Japón | 2000 |
| Copa del Emperador | Kashima Antlers | Japón | 2000 |
| J1 League          | Kashima Antlers | Japón | 2001 |
| Copa J. League     | Kashima Antlers | Japón | 2002 |
| J1 League          | Kashima Antlers | Japón | 2007 |
| Copa del Emperador | Kashima Antlers | Japón | 2007 |
| J1 League          | Kashima Antlers | Japón | 2008 |
| J1 League          | Kashima Antlers | Japón | 2009 |
| Copa del Emperador | Kashima Antlers | Japón | 2010 |
| Copa J. League     | Kashima Antlers | Japón | 2011 |